# Vasilisa Bardina
Vasilisa Alekseyevna Bardina (en russe : Василиса Алексеевна Бардина), née le 30 novembre 1987 à Moscou, est une joueuse de tennis russe, professionnelle entre 2003 et 2008.
Durant sa carrière, elle a remporté trois tournois ITF en simple et autant en double. Son meilleur résultat sur le circuit WTA est d'avoir atteint la finale du tournoi d'Hobart début 2007, ce qui lui permet de faire une brève apparition dans le top 50. La semaine suivante, lors de l'Open d'Australie, elle perd 6-0, 6-0 en 44 minutes contre la no 4 mondiale Kim Clijsters en ne marquant que 15 points. À Roland-Garros, elle abandonne son match contre Edina Gallovits alors que le score est de 6-0, 4-0. Elle met fin à sa saison après une huitième défaite consécutive lors du tournoi de Wimbledon.

## Palmarès

### Finale en simple dames
| No | Date       | Nom et lieu du tournoi         | Catégorie | Dotation  | Surface    | Vainqueure       | Score     |          |
| -- | ---------- | ------------------------------ | --------- | --------- | ---------- | ---------------- | --------- | -------- |
| 1  | 07/01/2007 | Moorilla International, Hobart | Tier IV   | 170 000 $ | Dur (ext.) | Anna Chakvetadze | 6-3, 7-63 | Parcours |

## Parcours en Grand Chelem

### En simple dames
| Année | Open d'Australie | Open d'Australie | Internationaux de France | Internationaux de France | Wimbledon       | Wimbledon       | US Open         | US Open     |
| ----- | ---------------- | ---------------- | ------------------------ | ------------------------ | --------------- | --------------- | --------------- | ----------- |
| 2006  | -                | -                | -                        | -                        | 1er tour (1/64) | Meilen Tu       | 1er tour (1/64) | Shahar Peer |
| 2007  | 1er tour (1/64)  | Kim Clijsters    | 1er tour (1/64)          | Edina Gallovits          | 1er tour (1/64) | Bethanie Mattek | -               | -           |

À droite du résultat, l’ultime adversaire.

### En double dames
| Année | Open d'Australie           | Open d'Australie | Internationaux de France   | Internationaux de France | Wimbledon | Wimbledon | US Open                       | US Open                 |
| ----- | -------------------------- | ---------------- | -------------------------- | ------------------------ | --------- | --------- | ----------------------------- | ----------------------- |
| 2006  | -                          | -                | -                          | -                        | -         | -         | 1er tour (1/32) L. Dekmeijere | C. Castaño Jill Craybas |
| 2007  | 2e tour (1/16) A. Rosolska | Yan Zi Zheng Jie | 2e tour (1/16) T. Poutchek | Cara Black Liezel Huber  | -         | -         | -                             | -                       |

Sous le résultat, la partenaire ; à droite, l’ultime équipe adverse.

## Classements WTA en fin de saison

### En simple
| Année | 2003 | 2004 | 2005 | 2006 | 2007 | 2008 | 2009 | 2010 | 2011 | 2012 |
| Rang  | 812  | 446  | 248  | 74   | 146  | 960  | -    | -    | 721  | 973  |

Source : (en) « Classements de Vasilisa Bardina », sur le site officiel du WTA Tour

### En double
| Année | 2004 | 2005 | 2006 | 2007 |
| Rang  | 609  | 471  | 483  | 138  |

Source : (en) « Classements de Vasilisa Bardina », sur le site officiel du WTA Tour